# Pałac w Proszkowicach
Pałac w Proszkowicach – pałac wybudowany w  1715 r., w miejscowości Proszkowice.

## Historia
Zabytek przebudowany w  1837 r., oraz w początkach XX w. był siedzibą szkoły dla dziewcząt.